# Kopli kalmistu

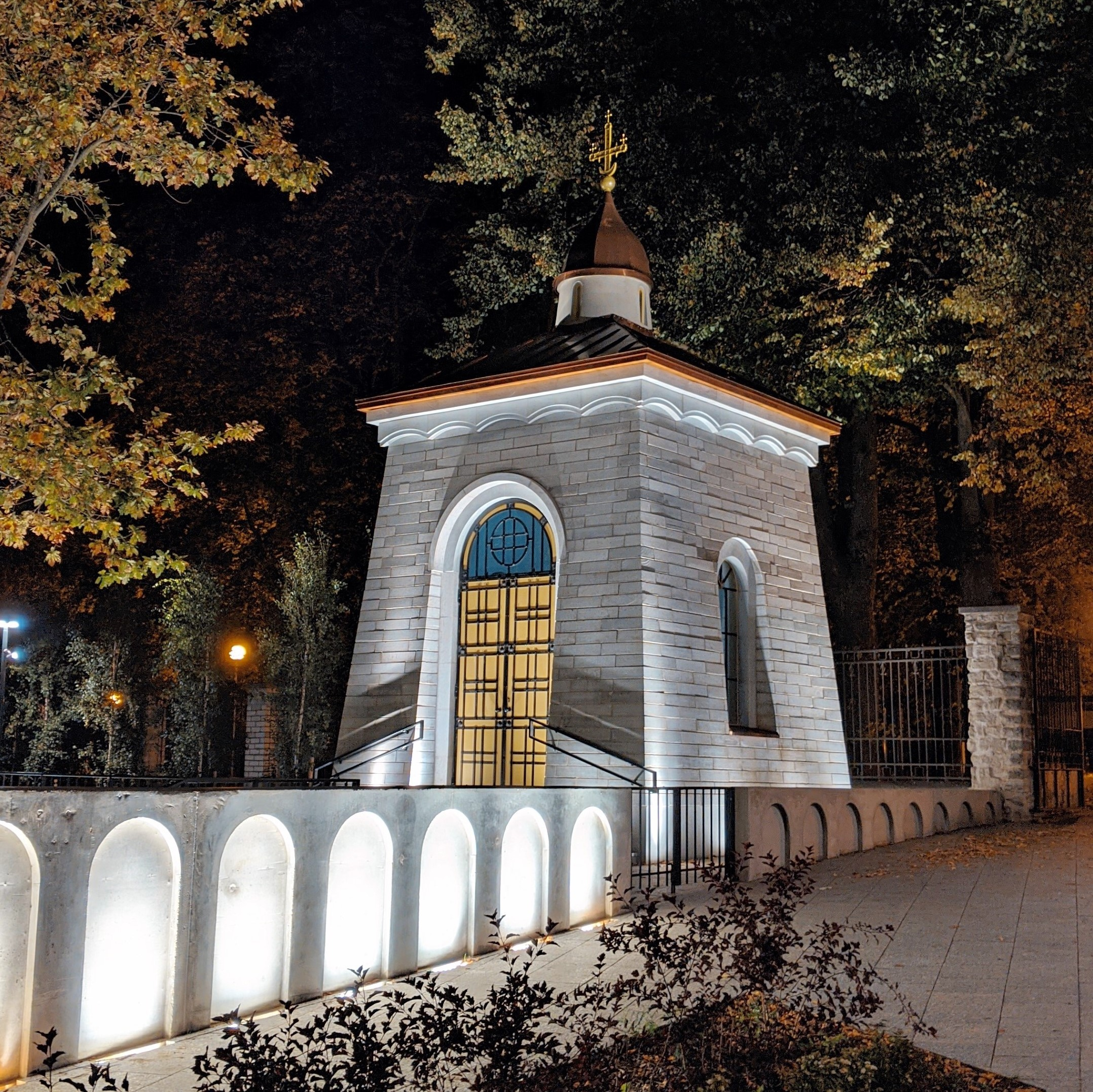
Russische Kapelle auf dem Kopli-Friedhof

Der Kopli kalmistu (deutsch: Friedhof Ziegelskoppel) in Tallinn war Estlands größter protestantischer deutsch-baltischer Friedhof und befand sich im Vorort Kopli (Ziegelskoppel). Er umfasste tausende Grabstätten Revaler Bürger und bestand vom späten 18. Jahrhundert bis kurz nach dem Zweiten Weltkrieg, als er von der Roten Armee vollständig eingeebnet wurde. Heute ist das Gelände ein öffentlich zugänglicher Friedhofspark.

## Ursprünge

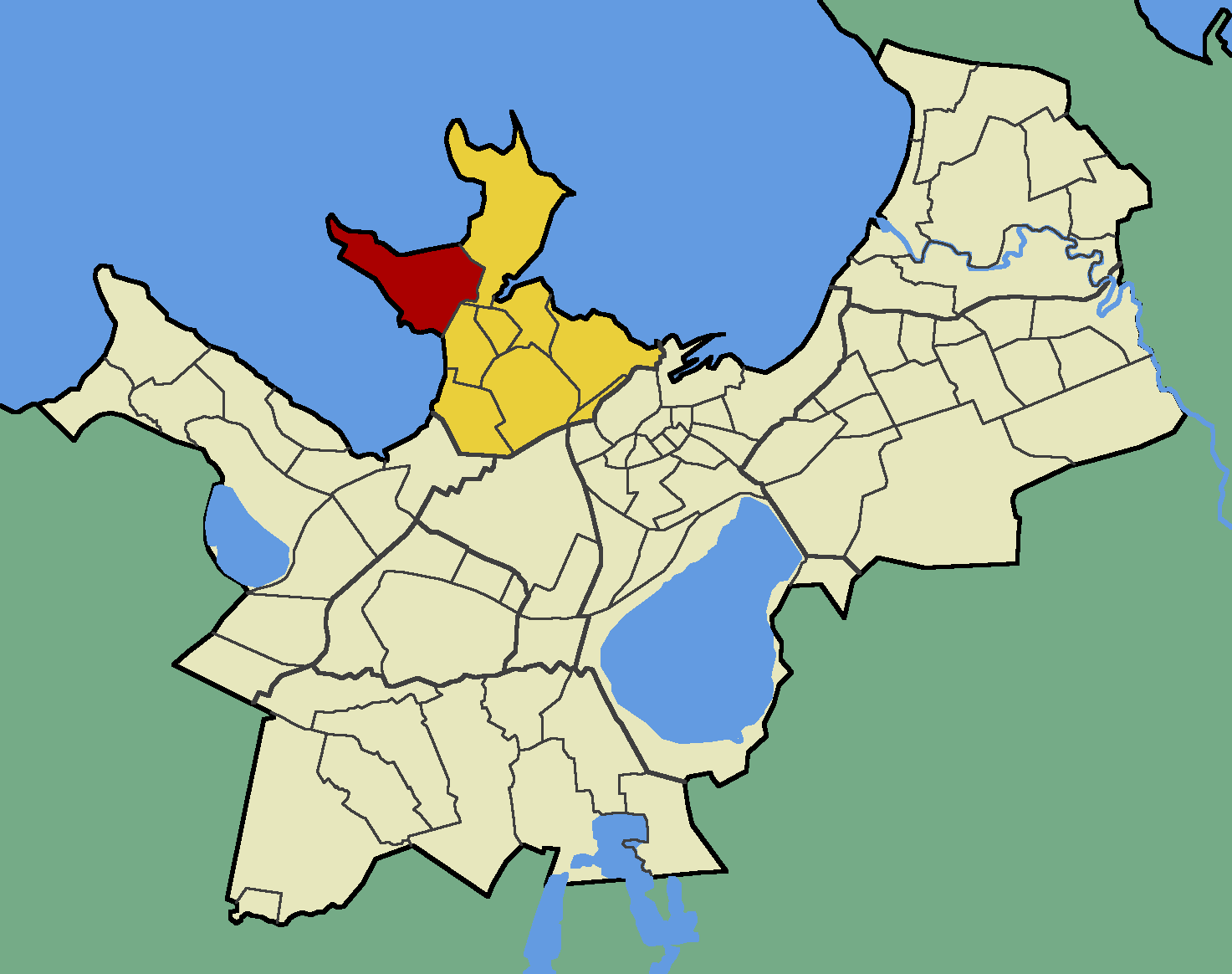
Halbinsel Kopli (rot) und Stadtviertel Nord-Tallinn Põhja-Tallinn (gelb)

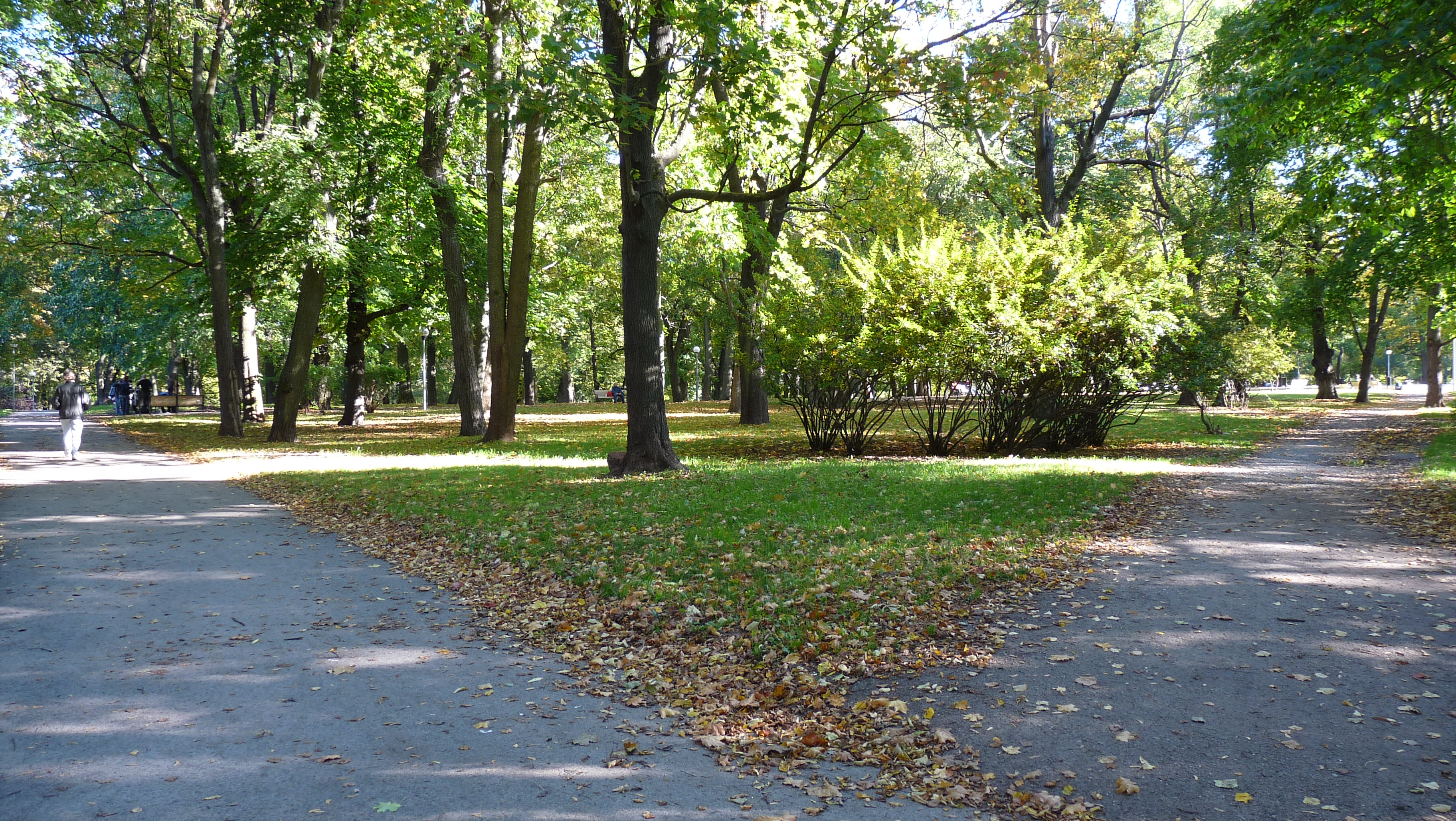
Kopli-Park in Tallinn, Estland

Bis ins 18. Jahrhundert wurden in Tallinn die Deutsch-Balten und andere hochstehende Personen in Kirchen oder zugehörigen Friedhöfen beigesetzt. Im 18. Jahrhundert jedoch stieg der Bedarf an Begräbnisstätten. Im Jahre 1772 erließ die russische Kaiserin Katharina die Große ein Dekret, das die Beerdigung von Bürgern in den Kirchen und den daran angrenzenden Friedhöfen, unabhängig von deren Stand oder gesellschaftlicher Zugehörigkeit, verbot. Gründe für das Dekret waren Platzmangel in den Kirchengräbern und die Gefahr, dass sich ansteckende Krankheiten wie die Pest durch diese Praxis weiterhin verbreiten konnten. Die Pest hatte zuletzt 1771 zu einem Aufstand in Moskau geführt. Weiterhin sah das Dekret vor, dass neue Begräbnisstätten mindestens 100 Saschen (etwa 213 Meter) von städtischer Bebauung entfernt angelegt werden mussten; für Tallinn wurden sogar 300 Saschen empfohlen.
Unter diesem Vorzeichen wurde der Friedhof Ziegelskoppel außerhalb von Reval eingerichtet und am 30. September 1774 eingeweiht. Das erste Begräbnis war jenes des dänischen Malers Hildebrand Hildebrandsen am 18. Oktober 1774.
Der Friedhof diente über 150 Jahre als Beerdigungsstätte; fast alle Deutsch-Balten, die zwischen 1790 und 1944 starben, wurden dort beigesetzt. Bis 1939 entstanden tausende Gräber der Revaler Bürgerschaft, auch die ihrer bekannteren Exponenten.

## Entwicklung
Der Friedhof war von Beginn an zweigeteilt: der Ostteil gehörte der Olaigemeinde, der Westteil der Nikolaigemeinde.
Im Jahre 1777 wurde die erste Kapelle errichtet, sie war dem Baron Tiesenhausen gewidmet. Im Laufe der Zeit kamen immer mehr Kapellen hinzu und so entstand eine ganze Nekropole: sie umfasste mehr als 30 Kapellen barocken und klassischen Stils und besaß damit mehr Kapellen als jeder andere Ort in Estland.
1833 wurde der Friedhof sowohl in östlicher, als auch in westlicher Richtung erweitert. 1837 legte man vom Zentralhügel des Friedhofs ausgehend eine Allee an, die alle Teile des Friedhofs miteinander verband. Die zahlreichen Kapellen wurden an diese Allee versetzt und der so umgestaltete Friedhof wurde dann 1842 erneut eingeweiht.
In den Jahren 1868 und 1869 erfolgte abermals eine Erweiterung des Friedhofes in östlicher und westlicher Richtung. Der Olaigemeinde gehörten nun 5,7 Hektar, der Nikolaigemeinde 4,33 Hektar.
Die letzte Vergrößerung erfuhr der Friedhof 1920, als am Südende zusätzlich ein orthodoxer Teil angelegt wurde. Während des Estnischen Freiheitskrieges (1918–1920) war das Gebiet von der Russischen Armee Nordwest, einem Verband der Weißen Armee, besetzt. Vom ausgehenden 1919 bis ins Frühjahr 1920 erlagen jedoch nicht wenige russischen Soldaten dem Typhus. Um ihrer Beisetzung willen wurde der Friedhof um den genannten Südteil erweitert. Es wurde eine Steinkapelle nach den Plänen des Architekten Aleksander Wladovsky errichtet. Noch heute erinnert ein Granit-Marmor-Stein am Südeingang an jene Ereignisse.

In den späten 1930er Jahren war der Friedhof ein wohl gepflegter Ort, Tallinner Bürger kamen hierher, um zu spazieren und die Kapellen und Grabsteine anzugucken.

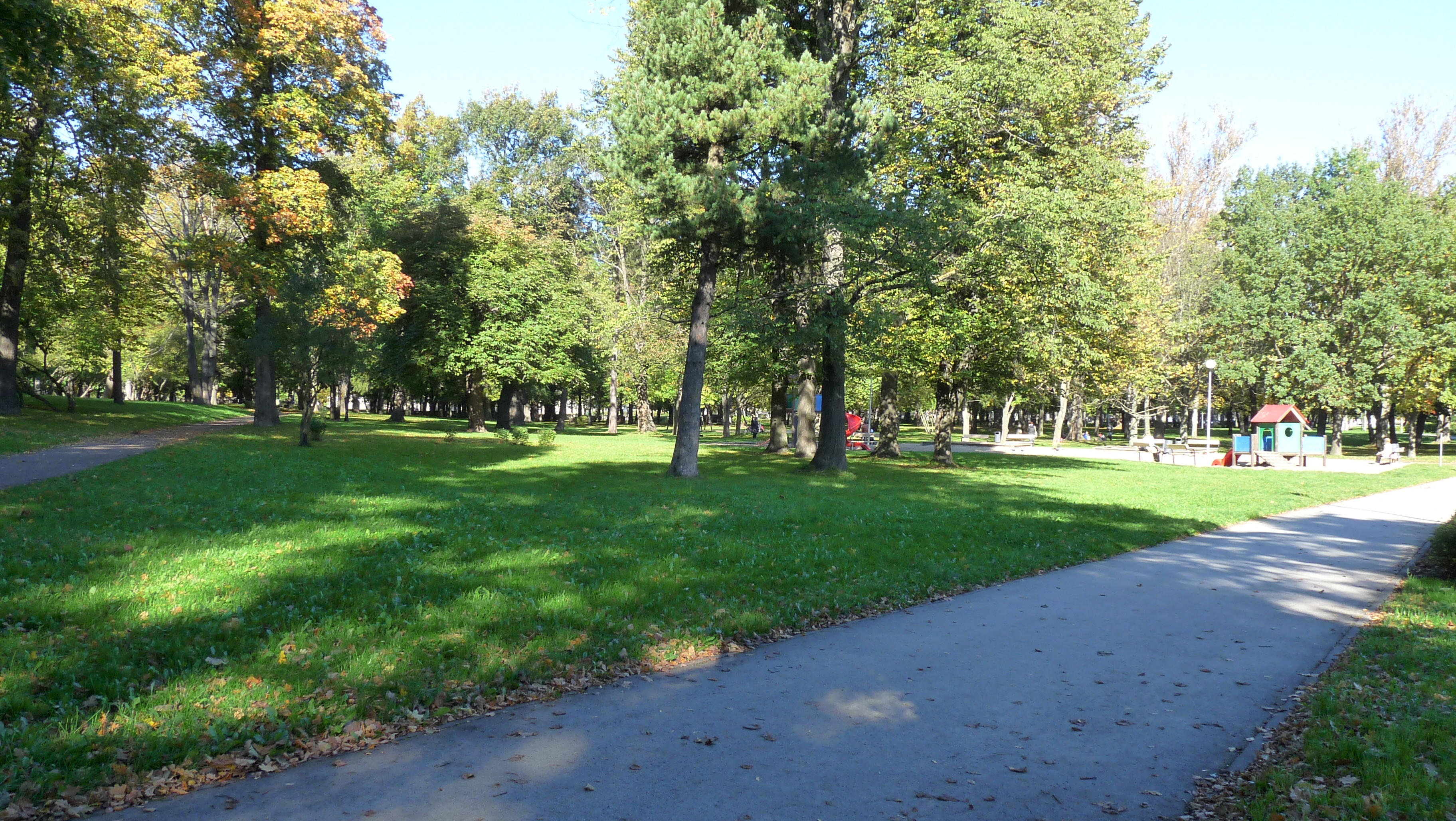
Kopli Park

## Letzte Beerdigungen
Ende 1939 folgten viele Deutsch-Balten der Aufforderung Nazi-Deutschlands, ihre Heimat zu verlassen, wie es zwischen Deutschland und der Sowjetunion im deutsch-sowjetischen Nichtangriffspakt vereinbart worden war, und siedelten sich im heute polnischen Wartheland an. Die Zahl der Beerdigungen im Friedhof Ziegelskoppel nahm stark ab. Bis 1944 wurde er aber im kleineren Umfang weiterhin benutzt, um in Estland gebliebene Deutsche zu bestatten.
Im Jahre 1940 besetzte die Sowjetunion Estland, das sodann als Estnische Sozialistische Sowjetrepublik von der Sowjetunion annektiert wurde. Am 1. Juli 1941 entschied das Sowjetische Zentralkomitee, den Friedhof zu schließen, ferner auch jenen von Kalamaja. Wegen seiner strategisch günstigen Lage am Finnischen Meerbusen sollte er zerstört werden, um Platz für kriegsrelevante Anlagen zu schaffen, doch wurde diese Zerstörung wegen der Ereignisse im Krieg vertagt.
Unter deutscher Besatzung wurden metallene Gegenstände und Betongebäude abtransportiert: die metallenen Gegenstände wurden eingeschmolzen, die Betongebäude bzw. deren Bestandteile dazu verwendet, um andere Bauwerke, insbesondere einen Küstenwall beim Russalka-Denkmal, zu errichten. Das Friedhofsgelände wurde zu einem Friedhofspark umgewidmet und nur noch in geringem Umfang für Bestattungen genutzt.

## Zerstörung durch sowjetische Truppen nach 1945
Am 22. September 1944 eroberte die Rote Armee Tallinn zurück.
Bald nach dem Zweiten Weltkrieg und der zweiten Besetzung der baltischen Staaten durch die Sowjetunion wurde der Vorort Kopli wegen seiner strategischen Lage zum Militärgebiet erklärt und für die Öffentlichkeit geschlossen.
Der Friedhof wurde danach von der Roten Armee eingeebnet. Eine Umbettung der menschlichen Überreste fand nicht statt. Die verbliebenen Grabsteine wurden dazu verwendet, in anderen Stadtteilen Mauern und Bürgersteige zu bauen. Vom Friedhof blieben nur die Baumreihen entlang der Wege erhalten.

## Heutiger Zustand
An der Stelle des Friedhofs befindet sich heute ein öffentlicher Park. Er bekam seine heutige Gestalt in den Jahren von 2002 bis 2006, und zwar nach den Plänen von Kersti Lootus. Bei der Umgestaltung wurde vor allem darauf geachtet, das bestehende Wegenetz beizubehalten, um so Schäden für den Boden, der der Bestattung gedient hatte, möglichst gering zu halten. Auch die entlang der ehemaligen Friedhofswege befindlichen Baumreihen wurden erhalten. An die frühere Bedeutung des Ortes und seinen Werdegang erinnern heute neu aufgestellte Informationstafeln sowie ein Wasserbecken in der Parkmitte. Auf dem Grund des Beckens sind die Silhouetten von Menschen erkennbar, im Winter, wenn das Wasser abgestellt wird, liegen sie sogar frei. Diese Silhouetten sollen an die Beigesetzten erinnern.
Überdies informieren auch die alten Sterbebücher und einige detaillierte Gebietskarten im Tallinner Stadtarchiv über die Geschichte dieses Ortes.

## Der Friedhof in der Literatur
Der Friedhof ist Schauplatz mehrerer Episoden des Erzählbandes Der Tod von Reval des deutsch-baltischen Schriftstellers Werner Bergengruen.